# Jumilhac-le-Grand
Jumilhac-le-Grand, okzitanisch Jumilhac lu Grand, ist eine französische Gemeinde mit 1140 Einwohnern (Stand 1. Januar 2022) im Nordosten des Départements Dordogne, Region Nouvelle-Aquitaine. Sie gehört zum Arrondissement Nontron und zum Kanton Thiviers. Zuständiger Gemeindeverband ist die Communauté de communes Périgord-Limousin. Die Gemeinde ist integraler Bestandteil des Regionalen Naturparks Périgord-Limousin. Ihre Einwohner werden als Jumilhacois bzw. Jumilhacoises bezeichnet.

## Etymologie
Es wird angenommen, dass sich der Name Jumilhac von einem Galloromanen Gemellius ableitet, versehen mit der Nachsilbe -acum als Bezeichnung für das Anwesen dieser Person. Der Zusatz le Grand (der, die, das Große) bezieht sich auf die bedeutenden Ausmaße des Schlosses, dient aber womöglich als Unterscheidung von Jumilhac-le-Petit (bzw. Petit Jumilhac) oder Jumillac-de-Cole, einen Ortsteil der Gemeinde La Chapelle-Faucher.

## Geographie

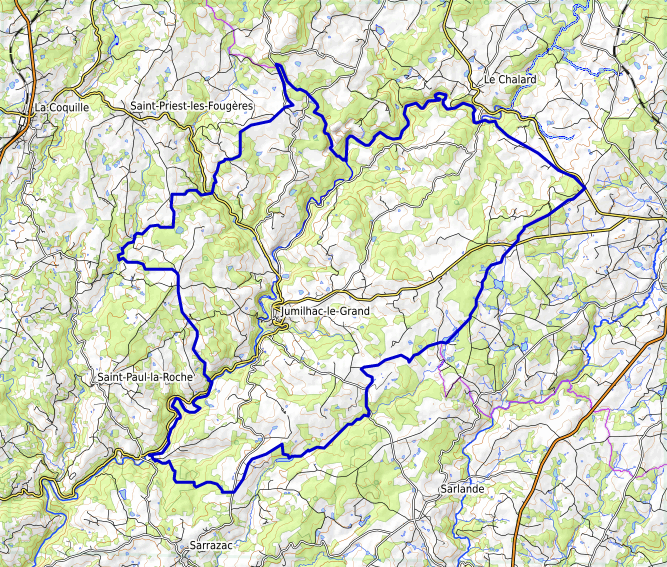
Lagekarte von Jumilhac-le-Grand

Jumilhac-le-Grand liegt 14 Kilometer nordöstlich von Thiviers und elf Kilometer westsüdwestlich von Saint-Yrieix-la-Perche (Luftlinie). Die Gemeinde ist Grenzgemeinde zum Département Haute-Vienne. Sie wird von folgenden Nachbargemeinden umgeben:
| Saint-Priest-les-Fougères | Bussière-Galant (Haute-Vienne – Berührungspunkt), Ladignac-le-Long (Haute-Vienne) | Le Chalard (Haute-Vienne), Saint-Yrieix-la-Perche (Haute-Vienne) |
| Saint-Paul-la-Roche       | Kompassrose, die auf Nachbargemeinden zeigt                                       | Saint-Yrieix-la-Perche (Haute-Vienne)                            |
|                           | Sarrazac                                                                          | Sarlande                                                         |

Neben dem Ortskern besteht die Gemeinde aus folgenden Geländepunkten, Weilern, Gehöften, Mühlen und einem Schloss:
Auzellas, Basse Vergne, Bel-Air, Belle Croix, Bellevue, Betussat, Bionne, Bois de Combeyrol, Bois Galant, Bouille, Bourdoux, Bretenoux, Chaban, Chalusset, Champvieux, Château de Jumilhac, Combeyrol, Combrin, Faneix, Faye de Port, Fayemendie, Feyte, Forge de Tindeix, Garlandie, Grand Seignat, Gravier, Janiat, Joubertie, L'Auge Brune, La Blancherie, La Borne Verte, La Bouchemoussie, La Chabrerie, La Chatonnière, La Côte Bouille, La Croix du Grand Drôle, La Deviligne, La Farge, La Faye, La Force, La Forêt Jeune, La Grande Borne, La Grange, La Jarousse,  La Lande du Forgeron, La Lande du Mas, La Lande de Prunoux, La Mouthe, La Paponie, La Perdicie, La Petite Reserve, La Peyrière, La Pouge, La Pouyade de Vaux, La Robertie, La Roche Denier, La Tour, La Vacherie, La Vergne, Lachereau,  Lande du Bost, Lande de Saint-Hilaire, Landes de Prunoux, Latrade, Le Bac, Le Bitour, Le Bost, Le Chadeau, Le Châtaignier du Gué, Le Cheyroux, Le Clos Neuf, Le Cros, Le Cros Bas, Le Cros Haut, Le Coulon, Le Grand Golhier, Le Gravier, Le Lata, Le Mas, Le Moulin du Bost, Le Moulin de la Côôte, Le Moulin du Château, Le Moulin de Fouilloux, Le Moulin de Loule, Le Queyroi, Le Pic, Le Poncet, Le Rat, Le Senadis, Le Teil, Le Tuquet des Fourches, Les Chemins Blancs, Les Feynières, Les Fouilloux, Les Grands Bois de Fouilloux, Les Graules, Les Landes de la Verniole, Les Levades, Les Loubaresses, Les Meynias, Les Pageaux,  Les Perinches, Les Planchauds, Les Pouleries, Les Queyroux, Les Trois Bornes, Les Valades, Les Vignes de Chalusset, Liviers, Maison Neuve, Marsaud, Mas Laborie, Moulin de la Vergne, Petit Pontroy, Petit Seignat, Piaulet, Pocheviale, Pontroy, Port, Prat, Prends-y-Garde, Puygers, Puylassort, Rhue, Rouledie, Sazerat, Sevey (Seveix), Teyssonnière, Tindeix, Vaux, Veyrinas, Vialette, Viale, Vignes du Bac und Villezange.
Der topographisch tiefste Punkt im Gemeindegebiet mit 186 Meter liegt an der Südwestgrenze bei Combeyrol; hier verlässt die Isle die Gemeinde in Richtung Südwesten. Der höchste Punkt mit 442 Meter befindet sich im Osten bei Grand Seignat nahe der Grenze zu Saint-Yrieix-la-Perche. Die maximale Höhendifferenz beträgt 256 Meter. Die durchschnittliche Meerhöhe der Gemeinde beträgt 314 Meter, ihr Rathaus befindet sich auf 289 Meter.
Mit 66,67 Quadratkilometer ist Jumilhac-le-Grand die flächenmäßig größte Gemeinde im Kanton Thiviers.

### Verkehrsanbindung
Vom Ortskern von Jumilhac-le-Grand gehen mehrere Départementalstraßen aus, so beispielsweise die nach Nordosten führende D 79 E (Verbindung mit Ladignac-le-Long), die D 18  nach Saint-Yrieix-la-Perche, die D 80 nach Sarlande und weiter nach Angoisse im Südosten, die D 78 nach Thiviers und in Nordwestrichtung die D 79 nach Saint-Priest-les-Fougères und La Coquille. Über die D 78 kann die Hauptverkehrsachse RN 21 von Limoges nach Périgueux erreicht werden und über die D 80 die D 704 von Limoges nach Montignac-Lascaux und Sarlat-la-Canéda. Die zahlreichen Weiler sind über Kommunalstraßen zugänglich.
Jumilhac-le-Grand ist ein Aufenthalt auf dem zweiten Ast der Tourismusstraße Richard Löwenherz.

### Bodenbedeckung

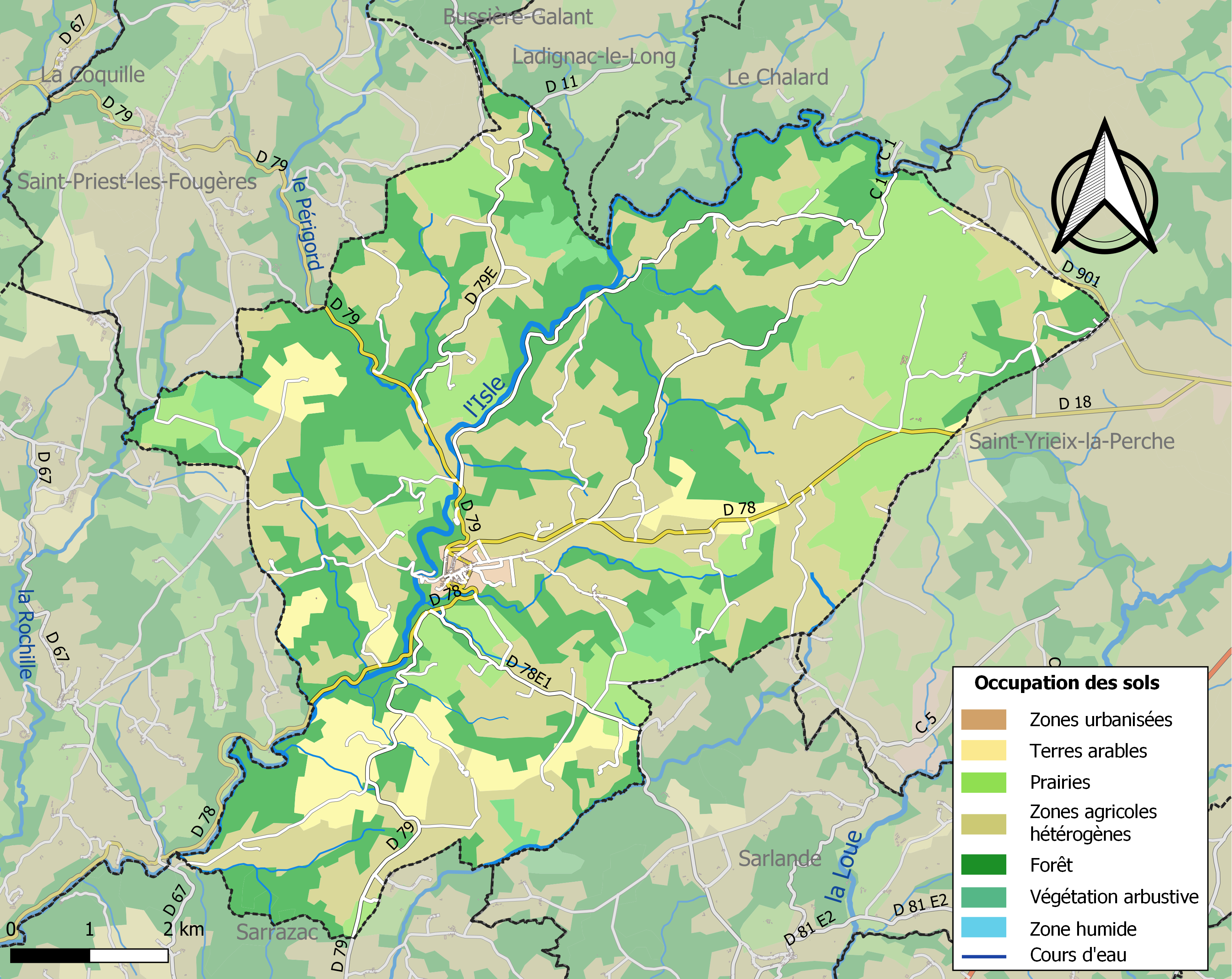
Bodenbedeckung in Jumilhac-le-Grand

Die Bodenbedeckung der Gemeinde Jumilhac-le-Grand schlüsselt sich im Jahr 2018 gemäß der europäischen Datenbank CORINE Land Cover (CLC) wie folgt auf:
- Wälder – 33,4 %
- Buschwerk – 2,6 %
- heterogene landwirtschaftliche Nutzung – 37,5 %
- Wiesen – 19,0 %
- Ackerland – 6,1 %
- Kulturlandschaft – 0,8 %
- baulich beansprucht – 0,7 %.

Die landwirtschaftliche Nutzung steht im Vordergrund. Der Anteil der landwirtschaftlichen Nutzflächen hat sich seit 1990 von 57,3 % auf 63,4 % erhöht.

## Klima
Jumilhac-le-Grand besitzt ein abgeschwächtes ozeanisches Klima  mit gemäßigtem Sommer (Cfb nach Köppen und Geiger), das sich durch folgende Parameter auszeichnet:
| Klimaparameter im Zeitraum 1971–2000 - Jahresmittel: 11,6 °C - Anzahl der Tage unter −5 °C: 3,7 - Anzahl der Tage oberhalb 30 °C: 5,3 - Maximum im Tages-Temperaturunterschied: 14,7 °C - Jahresniederschlag: 1125 mm - Niederschlagstage im Januar: 13,0 - Niederschlagstage im Juli: 7,9 |

Durch den Klimawandel zeichnen sich Erhöhungen im Jahresmittel ab, die sich bereits auch bemerkbar machen. So ist beispielsweise an der 42 Kilometer entfernten Wetterstation am Flughafen von Limoges-Bellegarde das langjährige Jahresmittel von 11,2 °C für 1971–2000 über 11,4 °C für 1981–2010 auf 11,8 °C für 1991–2020 angestiegen – ein Zuwachs um 0,6 °C innerhalb von 20 Jahren.

## Hydrographie

Hydrographische Karte von Jumilhac-le-Grand

Hauptfluter in Jumilhac-le-Grand ist die Isle, die in etwa mittig das Gemeindegebiet in generell südwestlicher Richtung entwässert. Sie nimmt an der Nordgrenze als rechten Seitenbach den aus Norden kommenden Ruisseau le Galet auf, welcher die Grenze zu Ladignac-le-Long bildet. Flussabwärts, nur unweit nördlich des Ortskerns mündet in die Isle der aus Nordwesten kommende Périgord. Im Süden reicht die Gemeinde bis an den in etwa parallel zur Isle verlaufenden Roulet (bzw. dessen Verlängerung, den Ruisseau de Layaud), Grenzfluss zu Sarlande. Im Westen erreicht Jumilhac-le-Grand bei Marsaud die nach Süden fließende Rochille, einen linken Nebenfluss der Valouse und Grenzfluss zu Saint-Paul-la-Roche. Die Isle besitzt zwei weitere kleine rechte Seitenarme, darunter der Grand Gaulier, sowie mehrere linke Seitenarme wie z. B. die Fouillarge, Ruisseau du Ruchalait und Ruisseau de Combeyrol.
Die Isle und ihre Nebenflüsse gehören zum Flusssystem Isle-Dronne.
Die Gesamtlänge des Entwässerungsnetzes in der Gemeinde Jumilhac-le-Grand beträgt 50 Kilometer.

## Geologie

Geologische Karte von Jumilhac-le-Grand

Die Gemeinde Jumilhac-le-Grand liegt vollständig auf dem metamorphen Grundgebirge des nordwestlichen Massif Central.
Die anstehenden Gesteine bilden Teil der Unteren Gneisdecke, vorwiegend sind dies Glimmerschiefer,  Paragneise, glimmerschiefrige Paragneise und mittelkörnige Leptynite; Letztere bilden den  Bogen von Saint-Yrieix und den Bogen von Sarlande. Die Glimmerschiefer (ξ1) sind aus Argiliten hervorgegangen, die Paragneise (ζ1-2) dürften aus spätneoproterozoischen Grauwacken und die glimmerschiefrigen Paragneise (ζ1) mehr tonigen Ausgangsgesteinen entstammen. Die granitischen Leptynite (mλ3-4b-m) werden dem Ordovizium zugerechnet.
Assoziiert mit den glimmerschiefrigen Paragneisen ist ein Südost-streichendes Glimmerschieferband bei La Farge sowie mehrere kleinere Apophysen des Muskovit-führenden Bourneix-Granits (γ2m) entlang den Tälern der Isle und des Périgords. Ferner finden sich in den Glimmerschiefern sowie in ihrer Nähe mehrere isolierte Amphibolitvorkommen mit Epidot (δ11ep) oder Granat (δ11g). Die Glimmerschiefer tauchen erneut entlang der Südgrenze bei Combeyrol auf, sie streichen aber an dieser Stelle Nordost. Außerdem berührt die Gemeinde hier gerade noch das aus ehemaligem ozeanischen Krustenmaterial bestehende ultrabasische Sarrazac-Massiv mit kleineren isolierten Serpentinitvorkommen (δθπ), serpentinisierten Peridotit- (σπ1) und Metagabbrokörpern (δθ3). Dieses Massiv wird im Westen von Combeyrol an einer Nord-Süd-streichenden, teils kataklasischen Störungszone abgeschnitten.
Die Metamorphite haben überall den Grad der Staurolithzone erreicht, können aber auch höher metamorph vorliegen (Disthen- und Sillimanitzone), insbesondere im Norden des Gemeindegebiets in Nähe der Intrusionen des Bourneix-Granits.
Die Foliation streicht im Westteil der Gemeinde generell Nordost-Südwest, biegt aber im Nordosten auf Südostrichtung ein. Es entstand dadurch strukturell eine Synform, die sogenannte Jumilhac-Synform.
Die Grundgebirgsgesteine werden auf den Höhenrücken zwischen den Flussläufen stellenweise von pleistozänen Alteriten verdeckt, in der Regel Kolluvium fluviatilen Ursprungs (Formationen AC und ACF).  Zwei größere Zungen von Flusssedimenten sind bei La Forêt Jeune und Les Trois Bornes erhalten geblieben, die möglicherweise ins Pliozän zurückgehen (Formation Fs). Die Schotter bestehen aus bis zu 30 cm großen Quarzgeröllen, eingebettet in einer Sandmatrix. In den Talungen des Périgords und der Isle hat sich holozänes Alluvium angesammelt (Formation K).
An Bodenschätzen und Mineralen zu erwähnen sind vor allen Dingen die Goldvorkommen bei Les Fouilloux, die bereits seit dem 3. Jahrhundert vor Christus abgebaut werden. Sie sind an einen Nordnordost-streichenden Gangzug innerhalb der glimmerschiefrigen Paragneise gebunden, nur unweit einer der Intrusionen des Bourneix-Granits. Etwas weiter südlich bei Sevey wurde ein ähnlich orientierter Pegmatitgang auf Kaolin abgebaut. Beide Gänge stehen mit dem großen goldführenden Gang von Bourneix (Haute-Vienne) im Zusammenhang. In der dolomitischen Brekzie von Combeyrol, welche sich an der oben bereits angesprochenen Störungszone bildete, finden sich neben Dolomit Fuchsit und Chromit.

## Naturrisiken

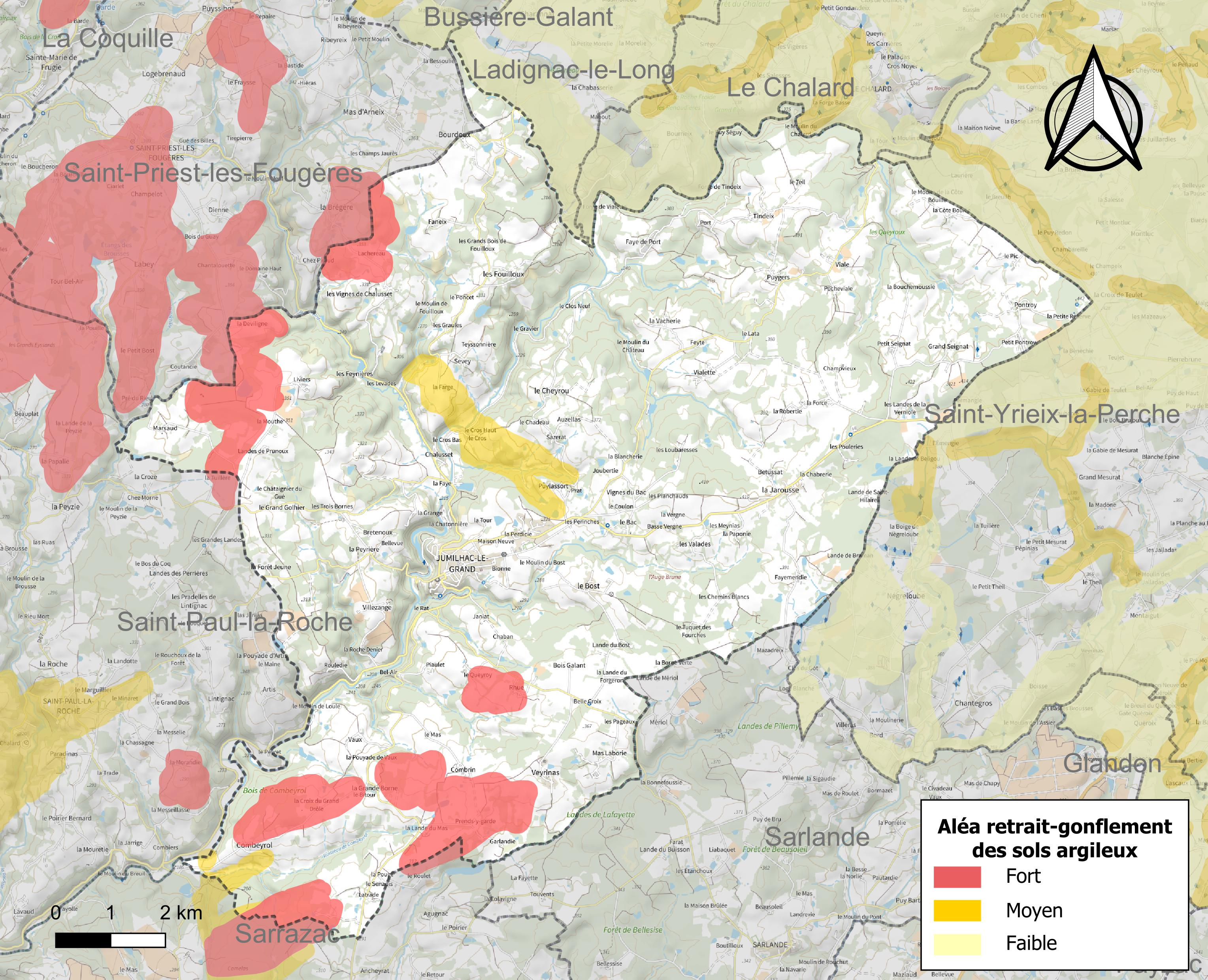
Risikokarte des Quellungs/Schrumpfungsverhältnisses von Tonmineralen in Böden für Jumilhac-le-Grand

Naturrisiken manifestieren sich in Jumilhac-le-Grand als
- Überschwemmungen und den mit ihnen assoziierten Schlammströmen und Hangrutschungen
- Dürren
- Stürme
- Bodensetzungen
- Radonemanationen.

Im Jahr 1999 kam es aufgrund erhöhter Niederschläge zu größeren Bodenbewegungen und Rutschungen.
Dürrejahre waren 2003 und 2012. In diesen Perioden herrschte erhöhte Waldbrandgefahr. Der heiße Sommer von 2003 machte insbesondere alten Menschen schwer zu schaffen.
Ein herausragendes Wintersturmereignis war das Sturmtief Martin, das enorme Schäden an den Wäldern und auch an der Infrastruktur hinterließ. Die Zerstörungen in den Wäldern sind selbst im Jahr 2022 noch zu erkennen.
Wie die Risikokarte zeigt, sind von der Gefahr durch Bodensetzungen vor allem die Gemeindegebiete im Süden betroffen, insbesondere sind dies die Serpentinitvorkommen und die auflagernden tertiären Alterite (mit reichlichem Tongehalt).
Die Erdbebengefahr ist als relativ niedrig einzustufen, am Westrand des Massif Central sind recht seltene Beben der Stärke 3 auf der Richterskala bekannt.
Die Radongefahr (insbesondere die Ansammlung des radioaktiven Gases in Gebäuden) ist in Jumilhac-le-Grand durchaus vorhanden.

## Ökologie

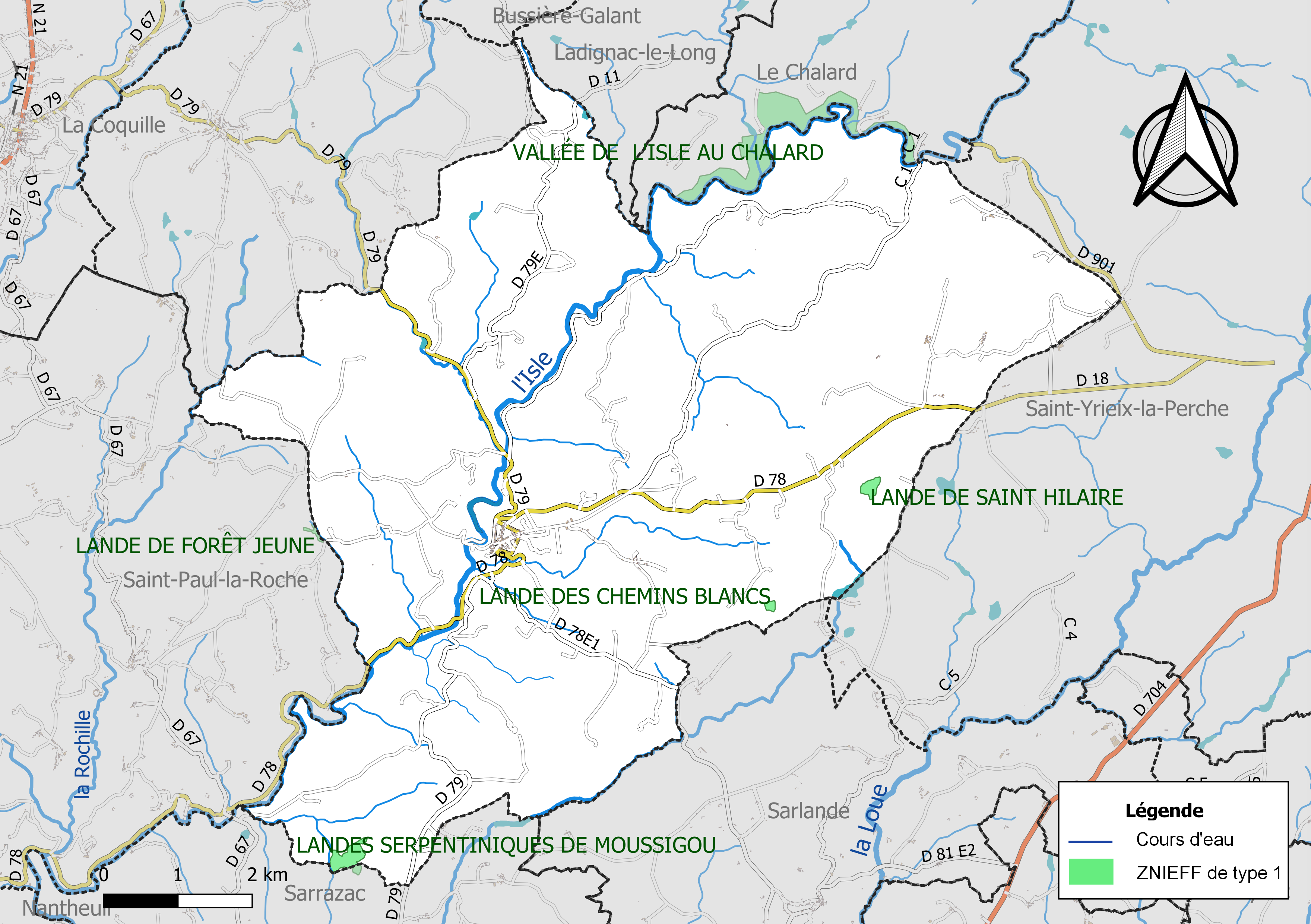
Schutzgebiete des Typus 1 in Jumilhac-le-Grand

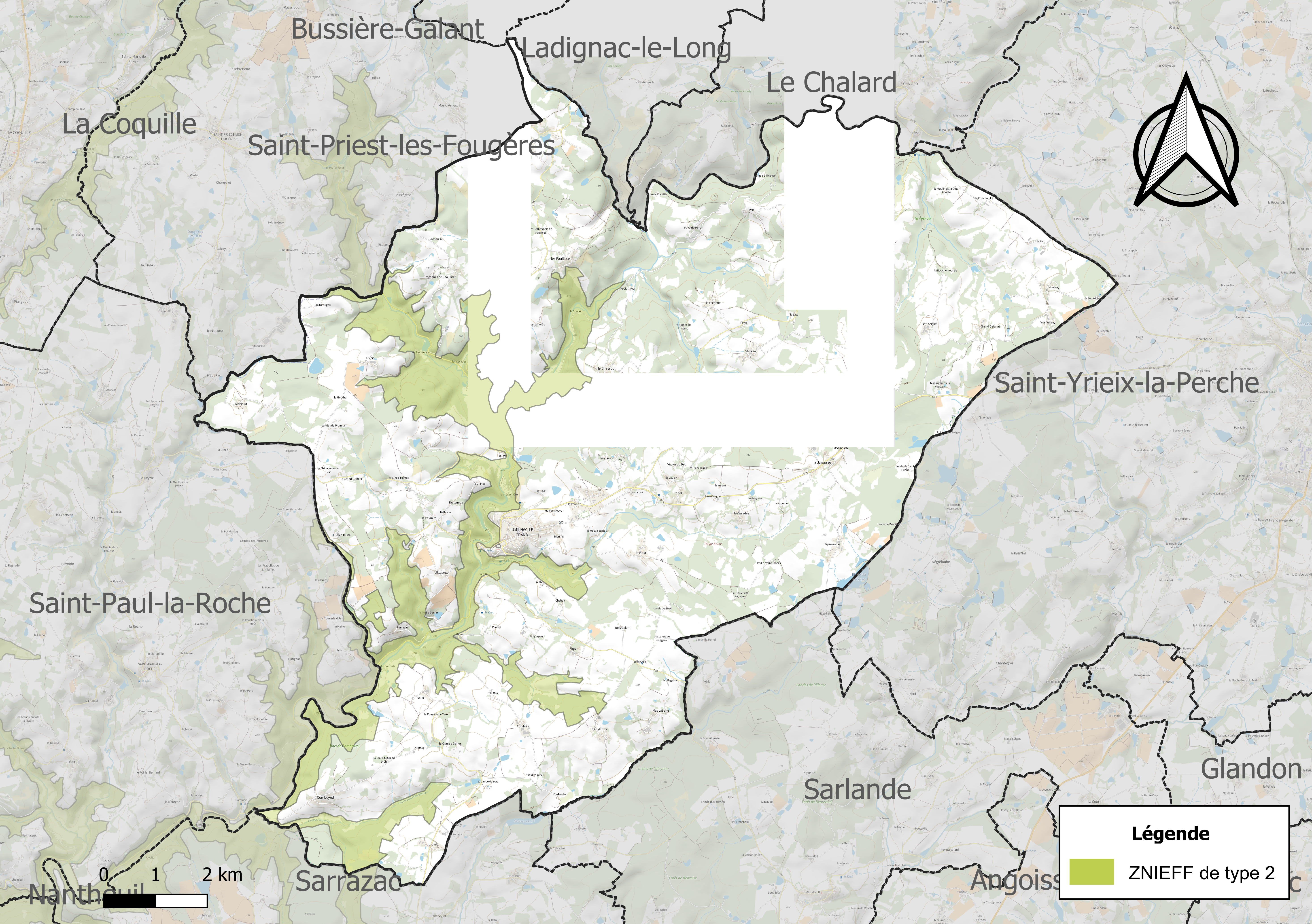
Schutzgebiete des Typus 2 in Jumilhac-le-Grand

### Allgemeines
Die Gemeinde Jumilhac-le-Grand verfügt über mehrere Wanderstrecken und Fahrradwanderwege. In der Nähe der Schluchten des Ruisseau du Ruchalait gibt es auch einen Fitness-Parcours.

### Naturpark
Die Gemeinde Jumilhac-le-Grand bildet seit 1998 einen integralen Bestandteil des Regionalen Naturparks Périgord-Limousin.

### Schutzgebiete

#### Schutzgebiete des Typus 1
Die Gemeinde beherbergt ferner drei kleine Schutzzonen erster Ordnung (Französisch ZNIEFF = zone naturel d'interêt faunistique et floristique). Geschützt werden unter dem Titel Lande de Saint Hilaire und Lande des Chemins Blancs die betreffenden  Heidegebiete sowie unter Landes serpentiniques de Moussigou das auf Serpentinit liegende Heidegebiet an der Grenze zu Sarrazac. An der Nordgrenze zu Le Chalard liegt in der Talung der Isle noch das Schutzgebiet Vallée de l'Isle au Chalard, das aber bereits zur Nachbargemeinde Le Chalard gehört.

#### Schutzgebiete des Typus 2
Die Talungen der Isle und des Périgords bilden Schutzgebiete des Typus 2. Hierin eingeschlossen sind auch die rechten und linken Seitentäler der Isle. Das Tal der Isle steht ab dem Weiler Le Clos Neuf bis zum Verlassen des Gemeindegebiets bei Le Moulin de Loule unter Schutz. Der Fluss hat sich hier über 4 Kilometer Länge ins Grundgebirge eingeschnitten. Die angetroffene Flora zeichnet sich insbesondere durch Pflanzen der Bergstufe aus.

#### Umweltpolitik
In der Nachbargemeinde Le Chalard wurde von Areva das Goldbergwerk Bourneix bis ins Jahr 2002 betrieben. Es steht seitdem wegen seiner Abwässer unter Aufsicht der Umweltbehörde. Der Goldabbau im daran anschließenden Gemeindegebiet war bereits im Jahr 2000 zum Stillstand gekommen. Die ortsansässigen Umweltinitiativen sind besorgt, dass die ausgelaugten, an Schwermetallen beladenen Abwässer, die Isle infiltrieren und verschmutzen können. Trotz dieser Bedenken wurde im Dezember 2016 vom Staatssekretär für industrielle Angelegenheiten einem Bergbauunternehmen eine neue Prospektionserlaubnis auf Gold und andere Schwermetalle erteilt. Hierunter fallen jetzt das Gemeindegebiet von Jumilhac-le-Grand sowie neun weitere Gemeinden in der Haute-Vienne.

## Geschichte
Die vorgeschichtliche Anwesenheit des Menschen wird in Jumilhac-le-Grand durch mehrere Tumuli belegt, beispielsweise bei La Peyrière. Der Goldabbau erfolgte zwischen 250 und 150 vor Christus. Die Anfänge des Château de Jumilhac gehen bis ins 12. Jahrhundert zurück. Die Kirche Saint-Pierre-ès-Liens stammt (zumindest) aus dem 14. Jahrhundert.
Die Gemeinde wird bereits ab dem 6. Jahrhundert in einem Briefwechsel zwischen den Erzbischöfen von Limoges und Périgueux in lateinischer Sprache als Dioecesis Gemiliacensis erwähnt. Dies wandelte sich im folgenden Jahrhundert zu Gemiliacus und schließlich im 14. Jahrhundert zu Jumilhacum.

## Bevölkerungsentwicklung
| Jahr | Einwohner |  |
| 1962 | 1896      |  |
| 1968 | 1654      |  |
| 1975 | 1535      |  |
| 1982 | 1411      |  |
| 1990 | 1260      |  |
| 1999 | 1213      |  |
| 2005 | 1233      |  |
| 2006 | 1242      |  |
| 2010 | 1214      |  |
| 2015 | 1249      |  |
| 2018 | 1207      |  |
| 2019 | 1175      |  |

Quelle: INSEE
Die Bevölkerungszahlen in Jumilhac-le-Grand waren bis 1999 stark rückläufig, sie haben sich aber seitdem stabilisiert.

## Verwaltung
Bürgermeister in Jumilhac-le-Grand ist seit April 2015 die der PS angehörende Annick Maurussane. Sie wurde im Juli 2020 wiedergewählt.

## Präsidentschaftswahlen 2022
| Kandidaten                       | Kandidaten            | Parteien                      | Parteien            | 1. Wahlgang | 1. Wahlgang | 2. Wahlgang | 2. Wahlgang |
| Kandidaten                       | Kandidaten            | Parteien                      | Parteien            | Stimmen     | %           | Stimmen     | %           |
| -------------------------------- | --------------------- | ----------------------------- | ------------------- | ----------- | ----------- | ----------- | ----------- |
|                                  | Marine Le Pen         | Front national                | FN                  | 184         | 25,73 %     | 317         | 53,91 %     |
|                                  | Emmanuel Macron       | En marche !                   | EM                  | 137         | 19,16 %     | 271         | 46,09 %     |
|                                  | Jean-Luc Mélenchon    | Front de gauche               | FDG                 | 173         | 24,20 %     |             |             |
|                                  | Éric Zemmour          | Reconquête                    |                     | 30          | 4,20 %      |             |             |
|                                  | Valérie Pécresse      | Les Républicains              | LR                  | 37          | 5,17 %      |             |             |
|                                  | Jean Lassalle         | Résistons !                   | R                   | 55          | 7,69 %      |             |             |
|                                  | Anne Hidalgo          | Parti socialiste              | PS                  | 8           | 1,12 %      |             |             |
|                                  | Fabien Roussel        | Parti communiste français     | PC                  | 34          | 4,75 %      |             |             |
|                                  | Nicolas Dupont-Aignan | Debout la République          | DLR                 | 23          | 3,22 %      |             |             |
|                                  | Yannick Jadot         | Europe Écologie-Les Verts     | EELV                | 21          | 2,94 %      |             |             |
|                                  | Nathalie Arthaud      | Lutte Ouvrière                | LO                  | 4           | 0,56 %      |             |             |
|                                  | Philippe Poutou       | Nouveau Parti anticapitaliste | NPA                 | 9           | 1,26 %      |             |             |
|                                  |                       |                               |                     |             |             |             |             |
| Gesamt                           | Gesamt                | Gesamt                        | Gesamt              | 715         | 100 %       | 588         | 100 %       |
|                                  |                       |                               |                     |             |             |             |             |
| Gültige Stimmen                  | Gültige Stimmen       | Gültige Stimmen               | Gültige Stimmen     | 715         | 97,01 %     | 588         | 81,89 %     |
| Ungültige Stimmen                | Ungültige Stimmen     | Ungültige Stimmen             | Ungültige Stimmen   | 22          | 2,99 %      | 130         | 18,11 %     |
| Wahlbeteiligung                  | Wahlbeteiligung       | Wahlbeteiligung               | Wahlbeteiligung     | 737         | 81,80 %     | 718         | 79,78 %     |
| Enthaltungen                     | Enthaltungen          | Enthaltungen                  | Enthaltungen        | 164         | 18,20 %     | 182         | 20,22 %     |
| Registrierte Wähler              | Registrierte Wähler   | Registrierte Wähler           | Registrierte Wähler | 901         |             | 900         |             |
|                                  |                       |                               |                     |             |             |             |             |
| Quelle: Ministère de l'Intérieur |                       |                               |                     |             |             |             |             |

Die Präsidentschaftswahlen 2022 in Jumilhac-le-Grand konnte Marine Le Pen für sich entscheiden.

## Wirtschaft

### Beschäftigung
Im Jahr 2015 betrug die erwerbsfähige Bevölkerung zwischen 15 und 64 Jahren 541 Personen bzw. 43,3 % der Gesamtbevölkerung. Seit 2010 hat die Zahl der Arbeitslosen von 61 auf 70 zugenommen, die Arbeitslosenquote liegt somit im Jahr 2015 bei 12,9 %.

### Unternehmen
Am 31. Dezember 2015 waren 180 Unternehmen in Jumilhac-le-Grand ansässig, davon 75 im Sektor Handel, Transport oder Dienstleistungen, 47 in Landwirtschaft, Forsten und Fischerei, 27 im Baugewerbe, 20 im Sektor Verwaltung, Bildung, Gesundheit oder Soziales und 11 in der Industrie.

## Sehenswürdigkeiten
- Château de Jumilhac
- Die Ortskirche Saint-Pierre-ès-Liens
- im Schloss untergebrachtes Goldmuseum
- Pont de la Tour, Steinbrücke über die Isle an der Grenze zu den Gemeinden Le Chalard und Saint-Yrieix-la Perche, als Monument historique ausgewiesen[3]

## Photogalerie

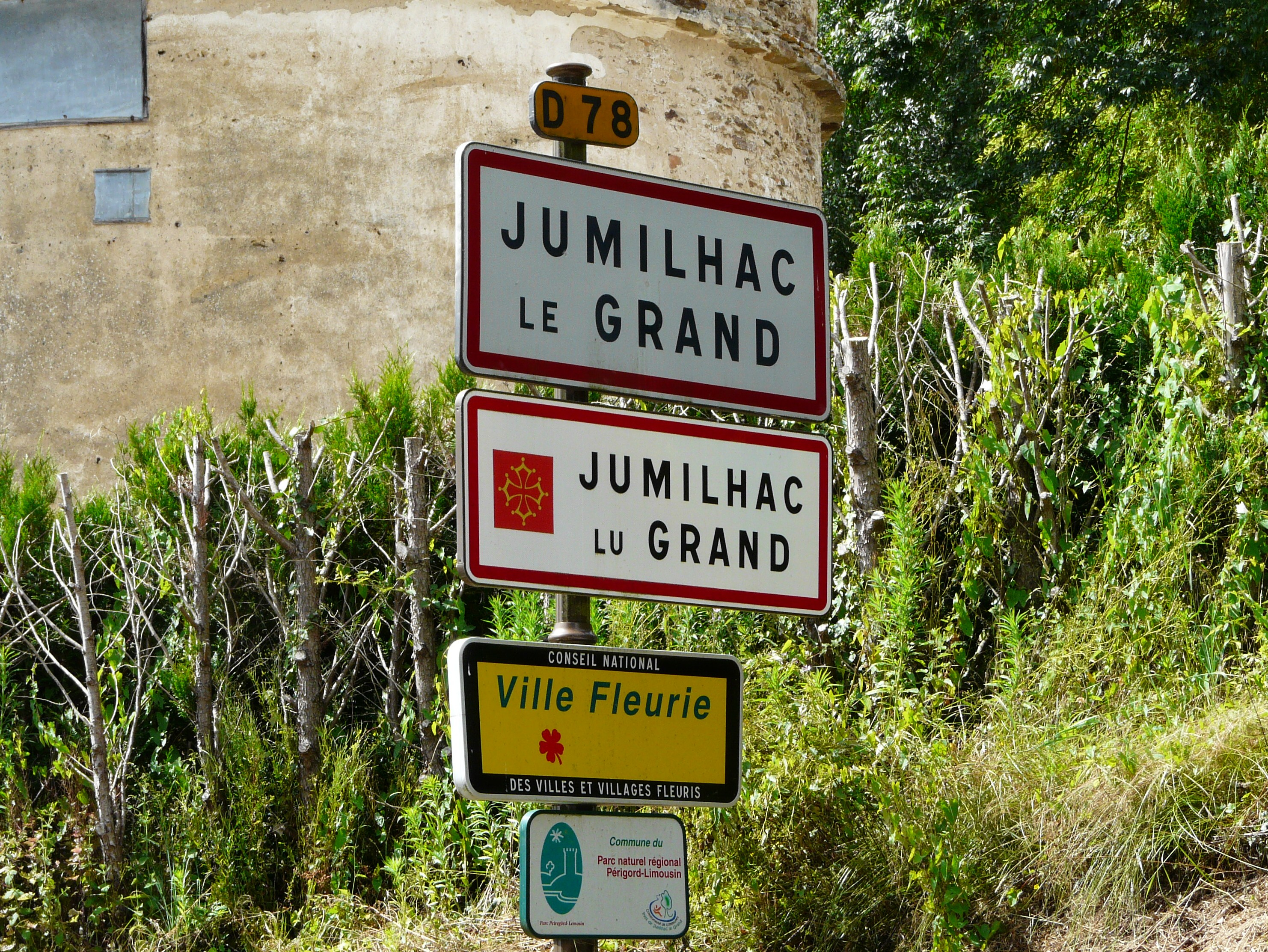
Zweisprachiges Ortsschild an der D 78
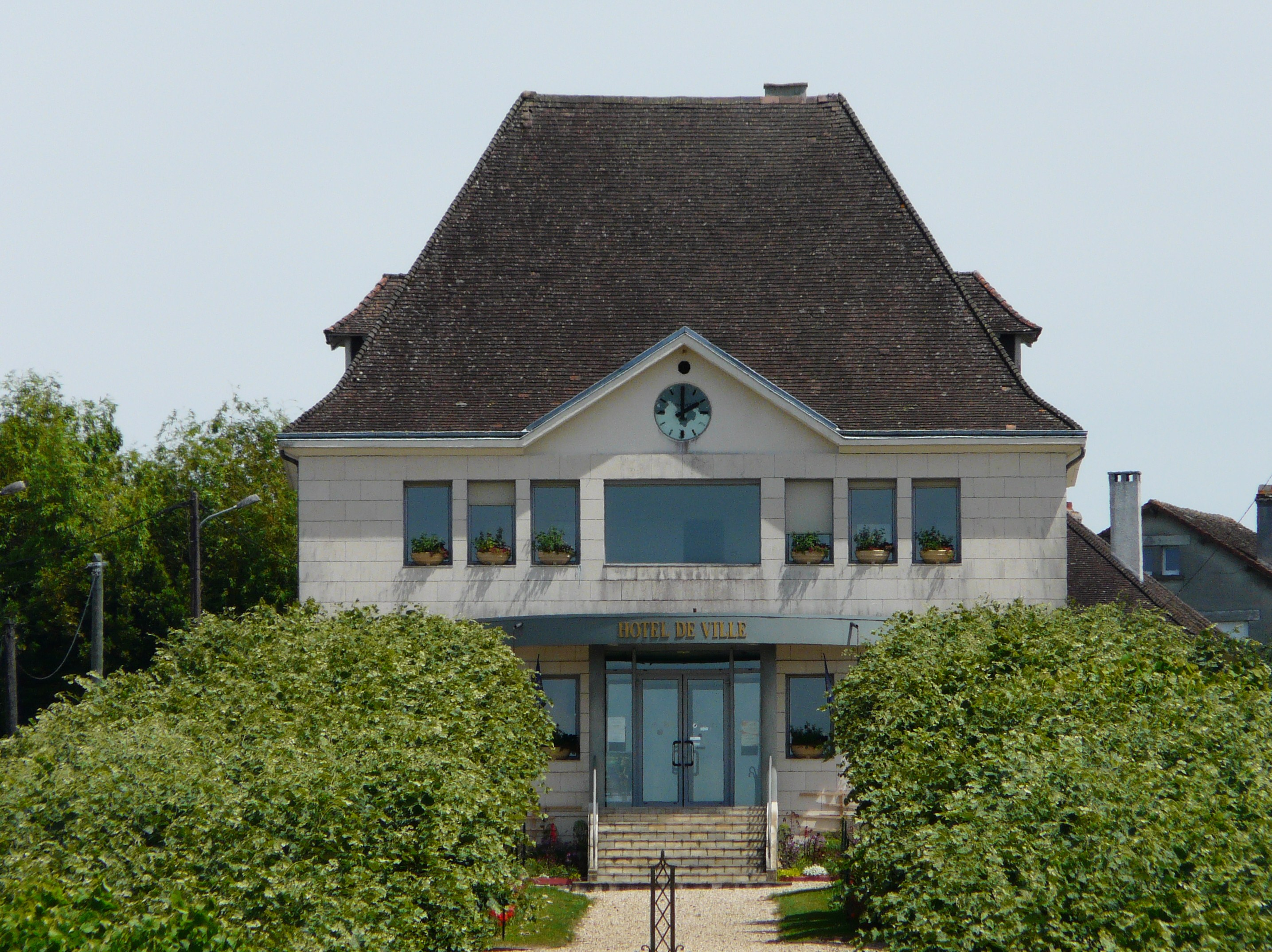
Rathaus (Hôtel de ville)
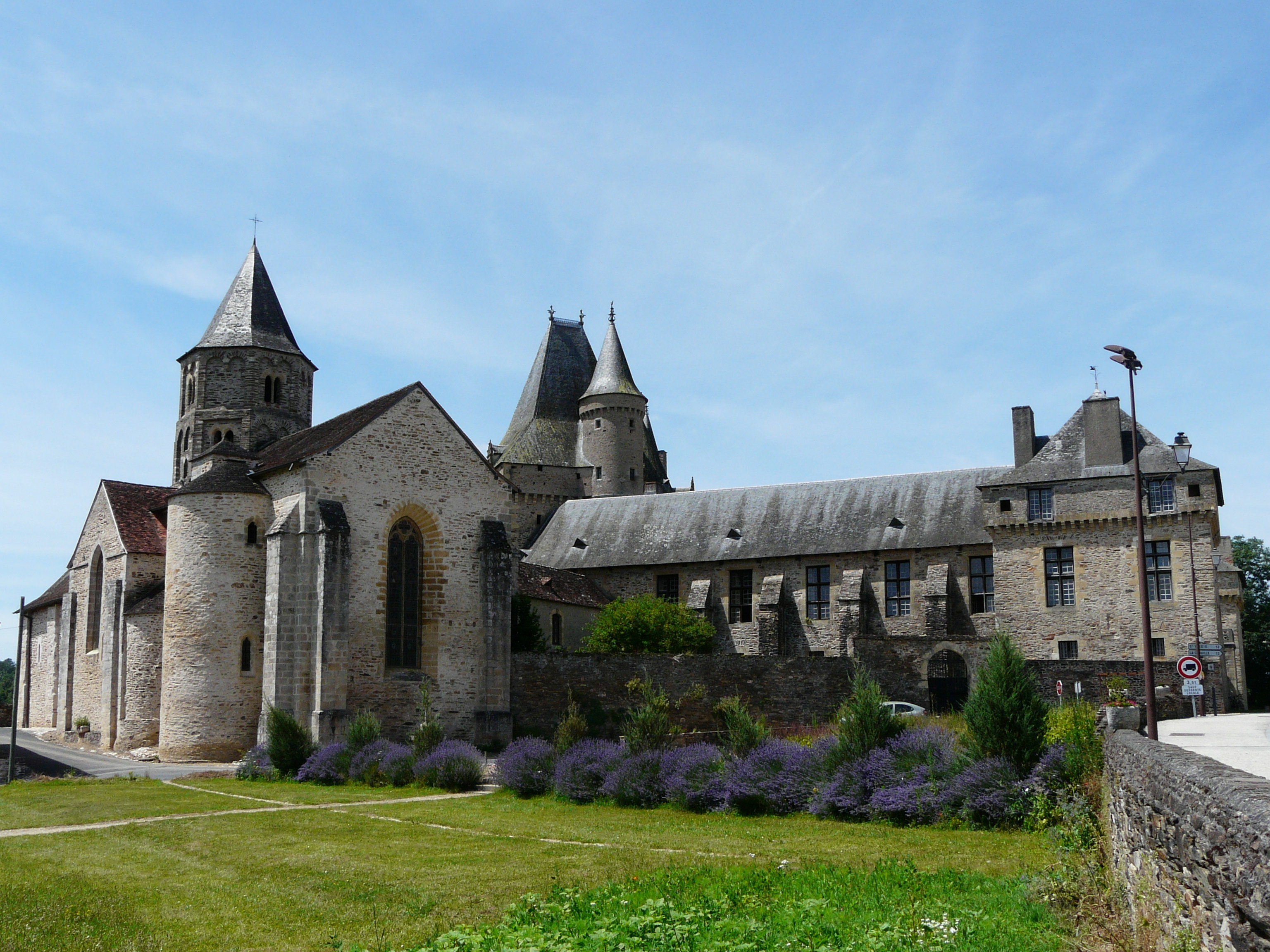
Kirche Saint-Pierre-ès-Liens und dahinter das Schloss
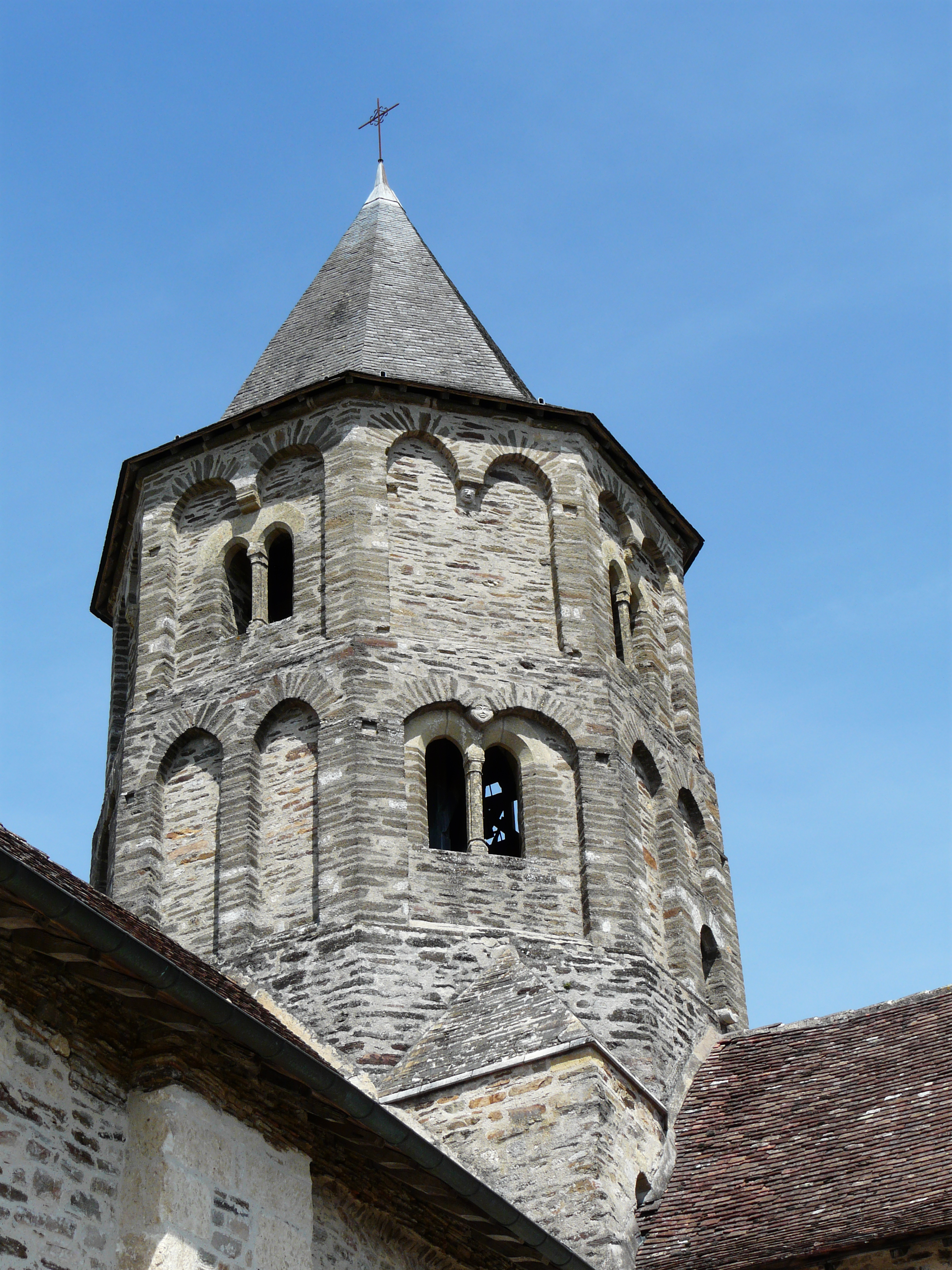
Oktogonaler Kirchturm von Saint-Pierre-ès-Liens
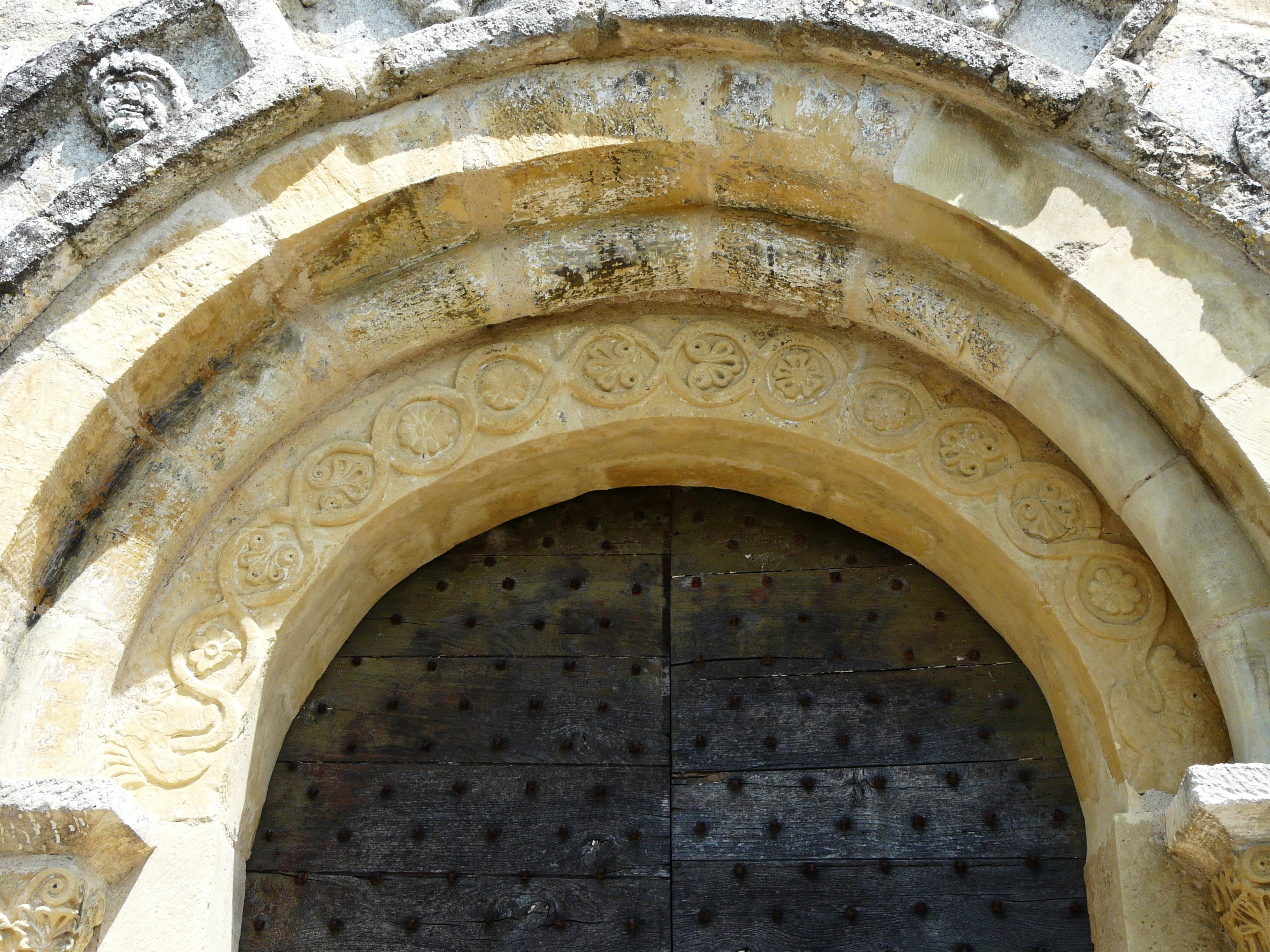
Eingangsportal von Saint-Pierre-ès-Liens
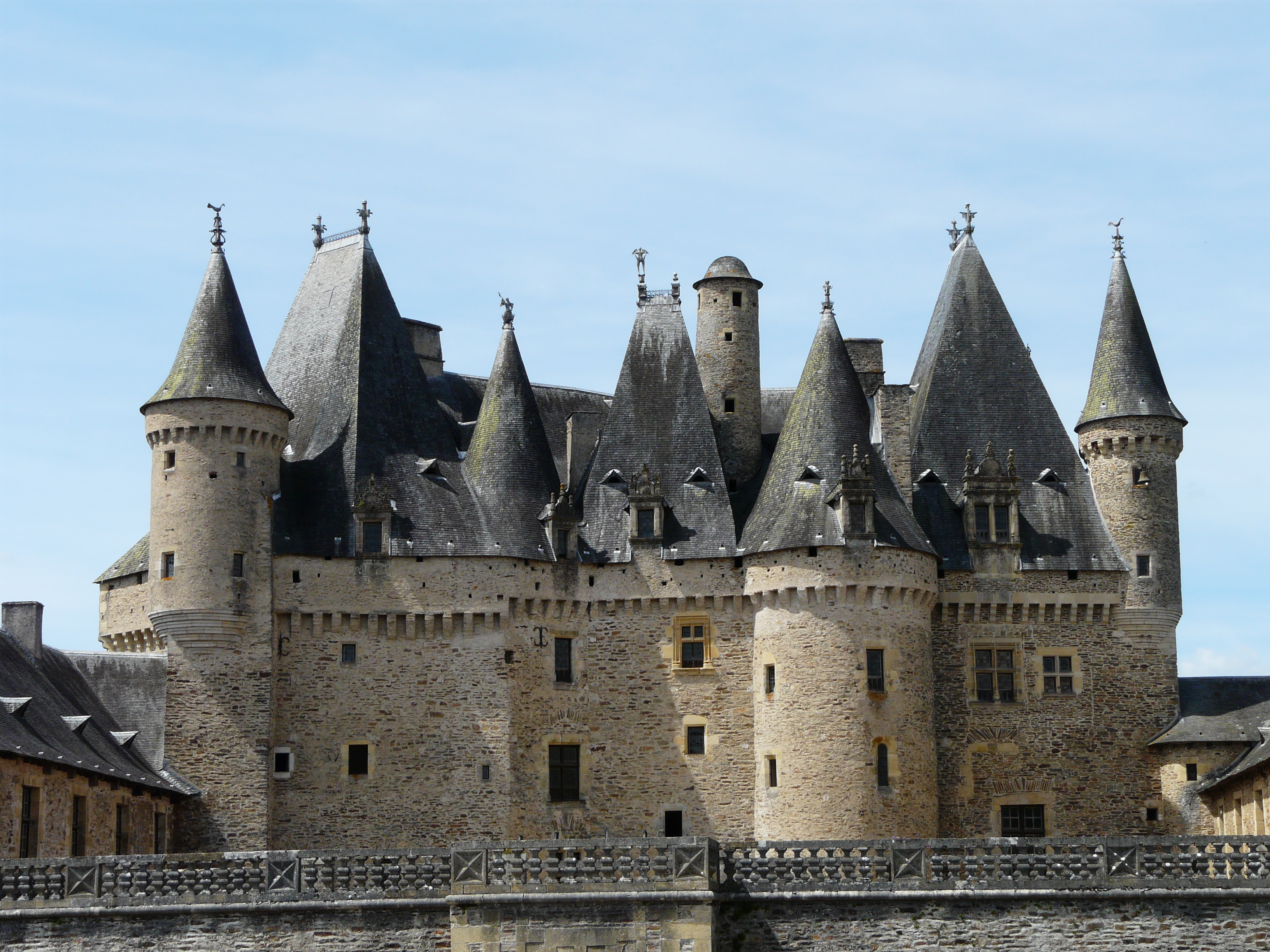
Nordostansicht des Château de Jumilhac
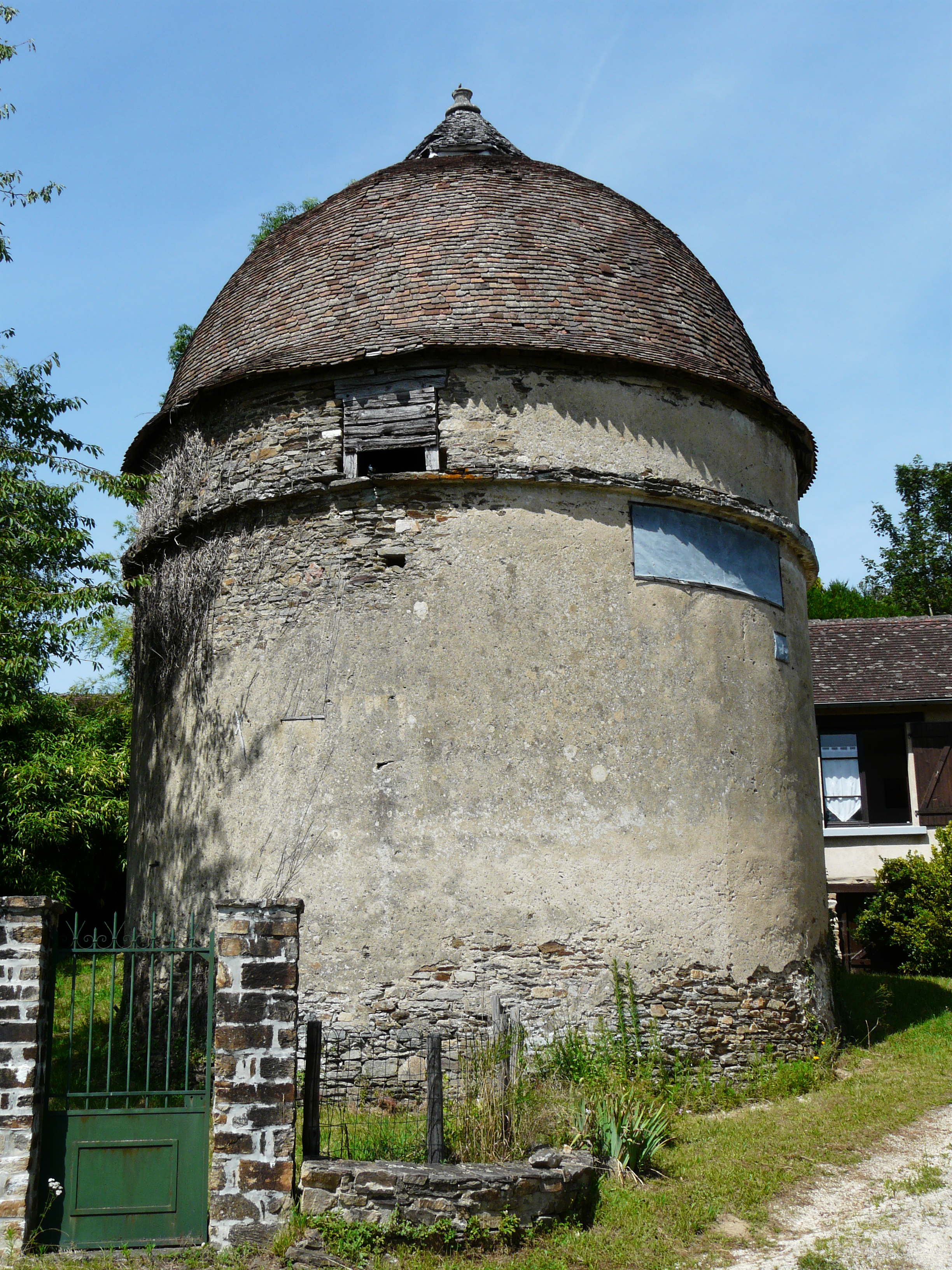
Taubenturm am Schloss
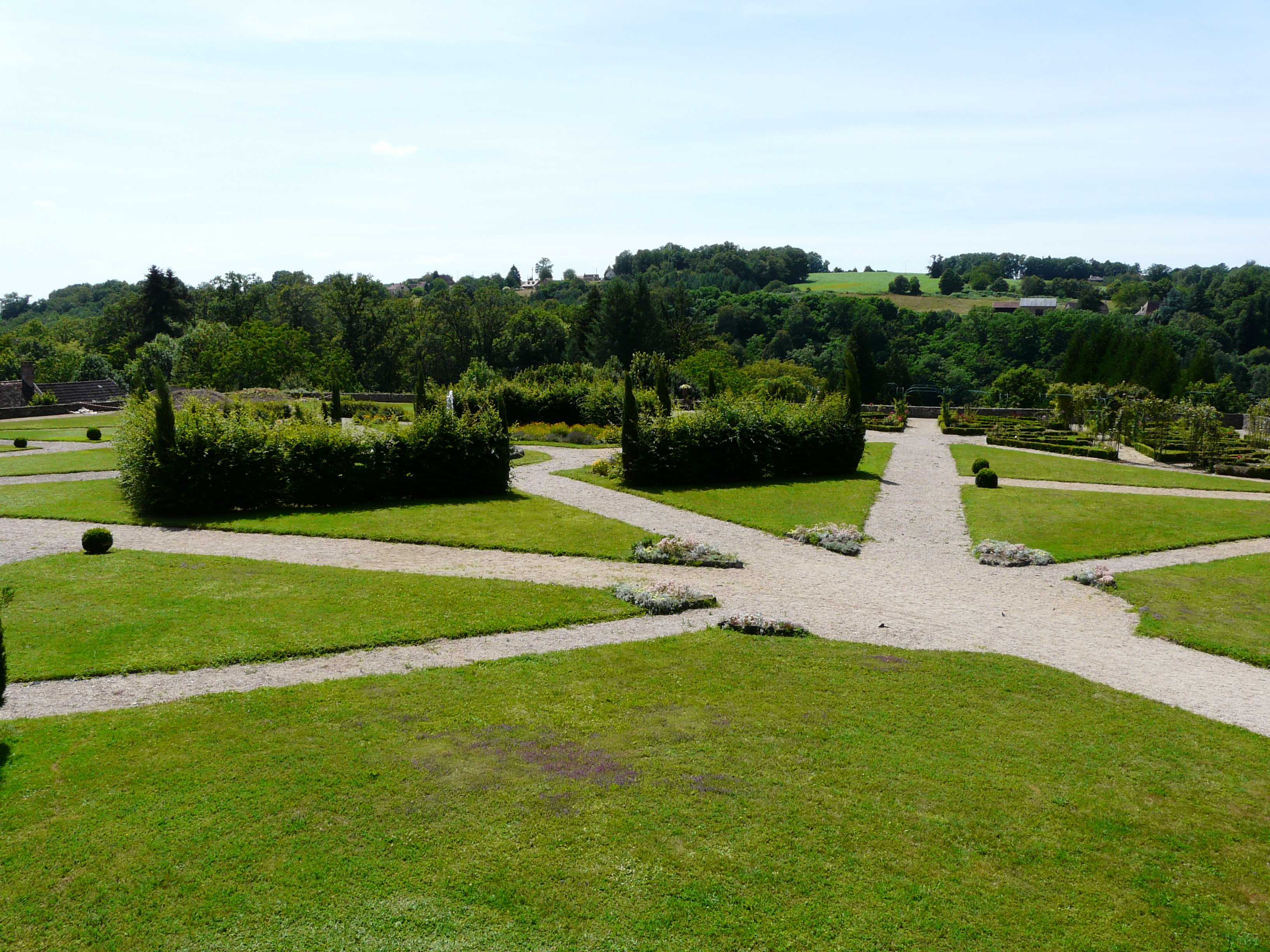
Schlosspark
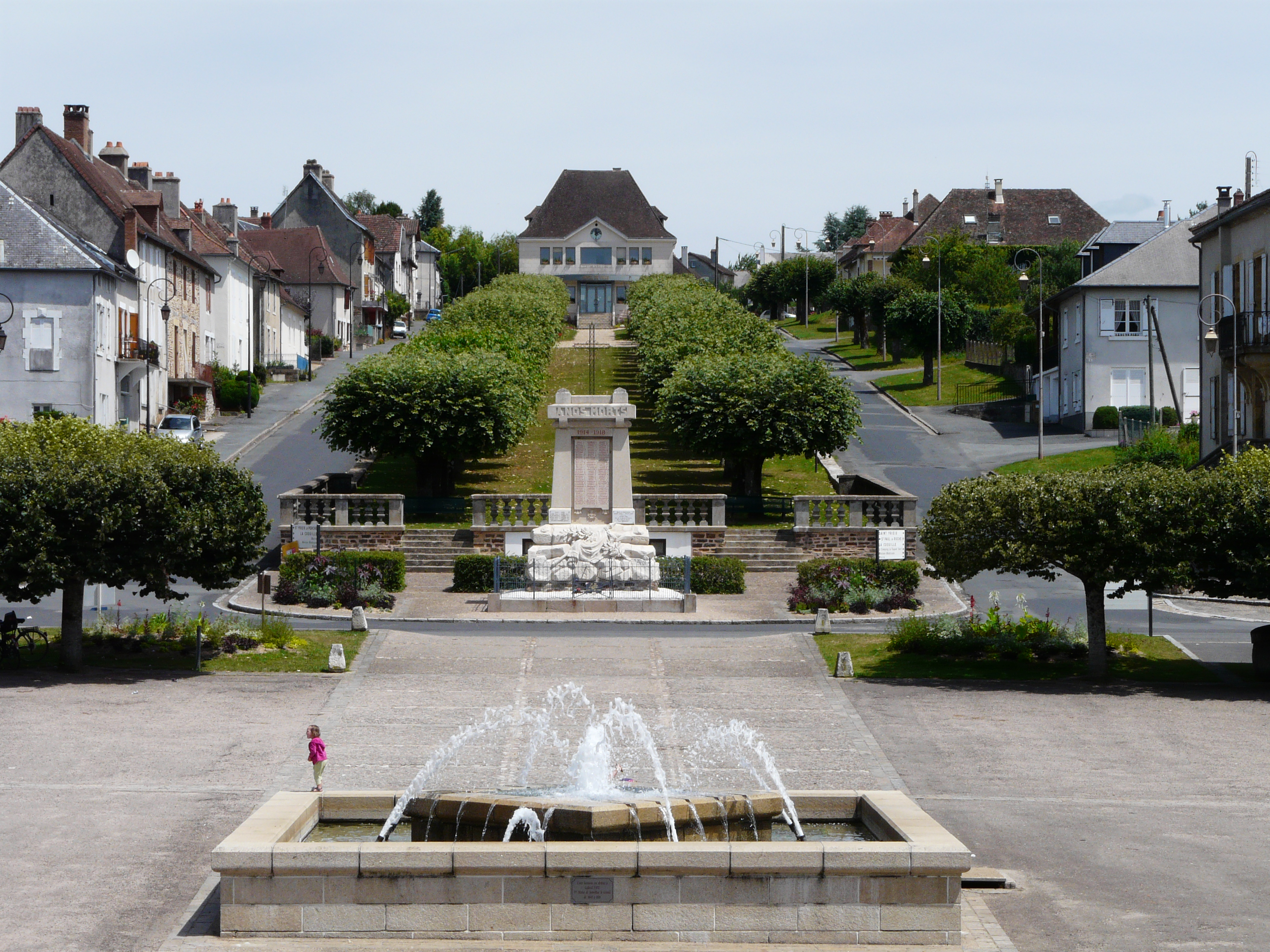
Esplanade in Jumilhac-le-Grand mit Kriegerdenkmal und Rathaus
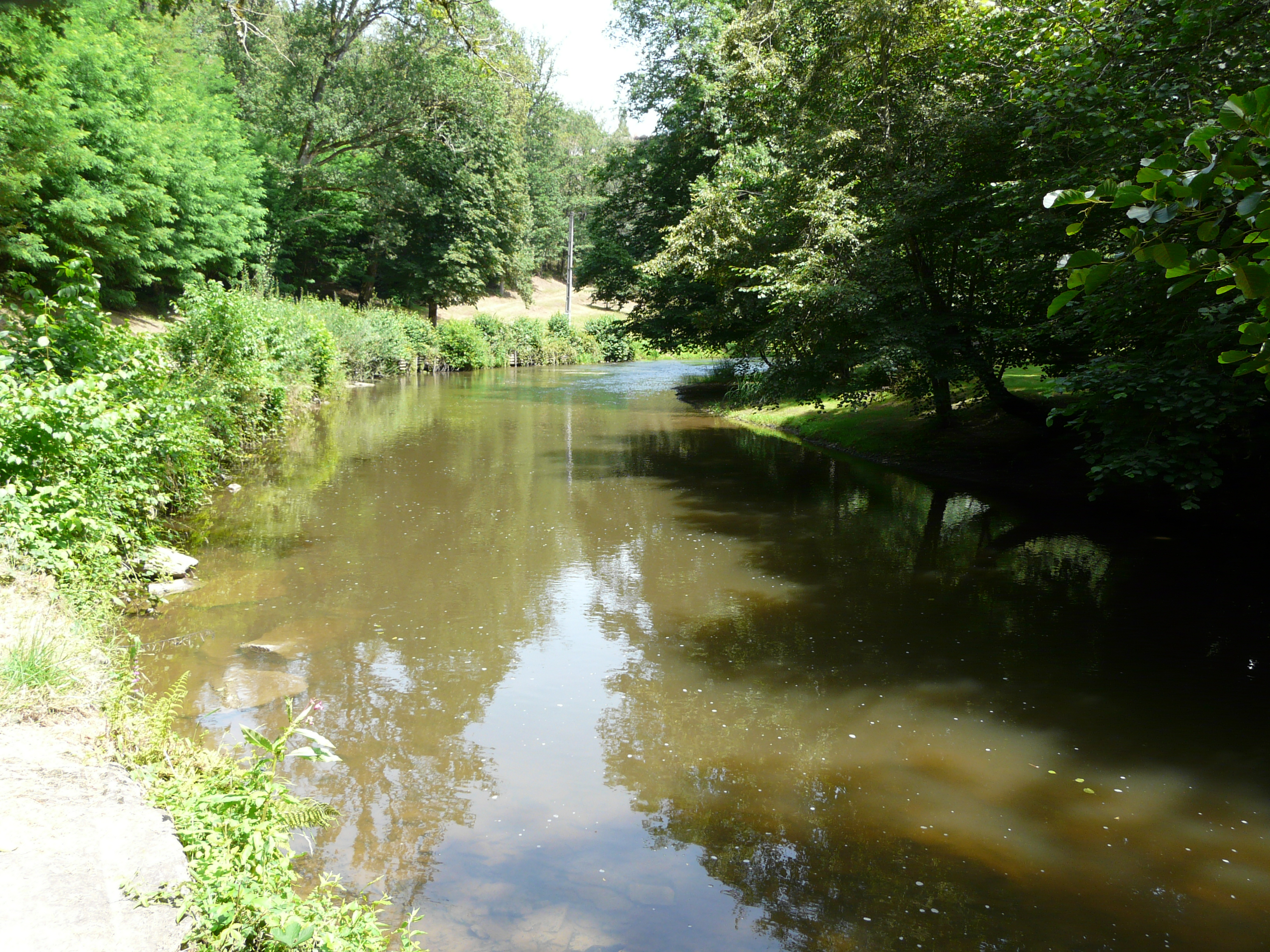
Die Isle oberhalb der Brücke nach La Peyrière
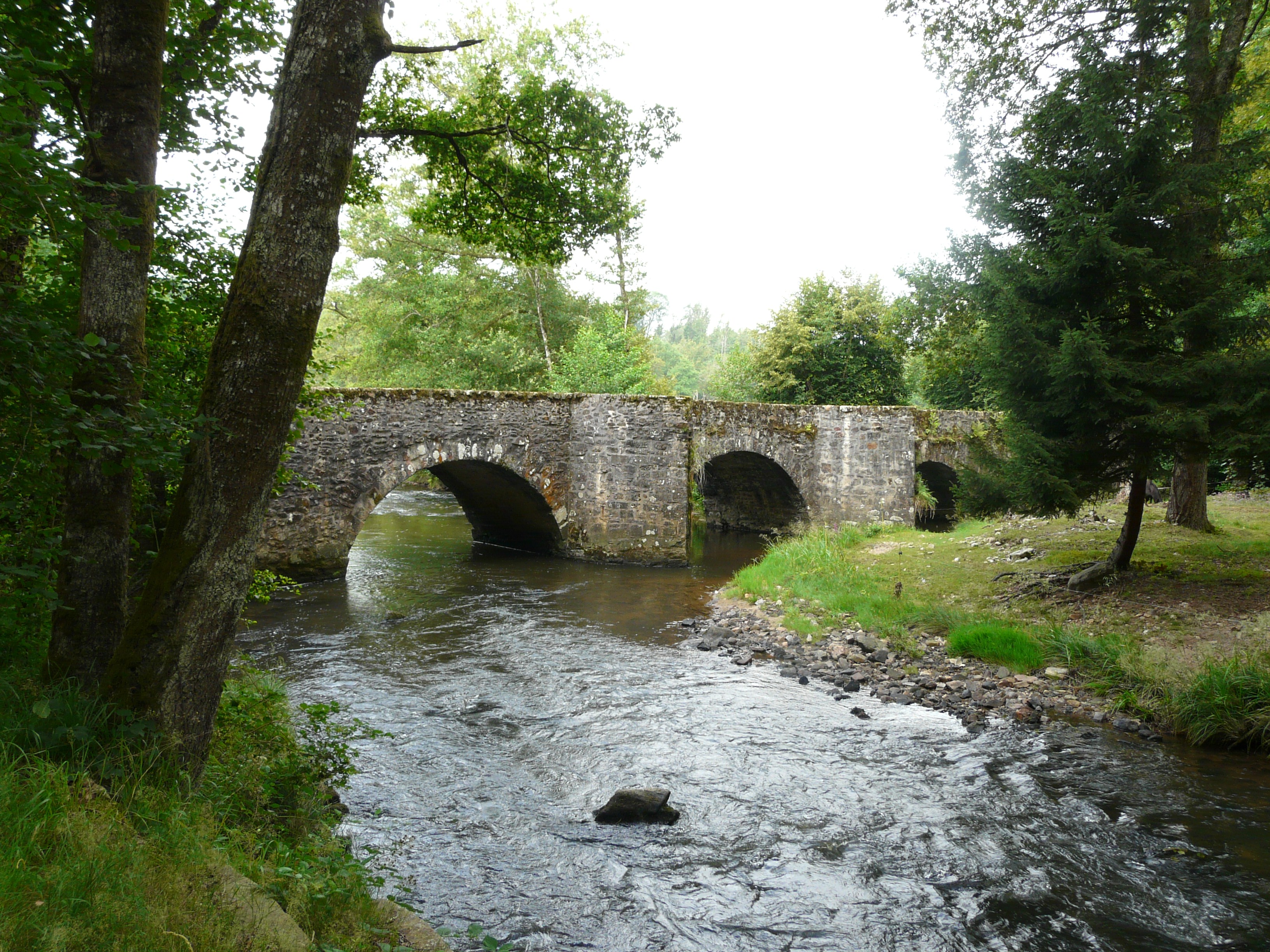
Pont de la Tour – Brücke über die Isle an der Grenze zu Le Chalard